# CoBrA
COBRA (също така CoBrA) е европейско авангардно течение в изкуството, активно между 1948 и 1951 година. Името му е дадено от Кристиан Дотремон и е съкращение, съставено от началните букви на трите родни града на участниците – Копенхаген, Брюксел и Амстердам.

## История
COBRA е сформирана от Карел Апел, Констант Нюуенхуйс, Гийом Корнелис ван Беверлоо, Кристиан Дотремон, Асгер Йорн и Йосеф Нойрет на 8 ноември 1948 в кафене Нотр Дам (на френски: Café Notre-Dame) в Париж чрез подписването на манифест под заглавието „Каузата е чута“ (на френски: La Cause Était Entendue), съставен от Дотремон.
Обединяващата доктрина е пълната свобода на цвят и форма, както и антипатия към сюрреализма. Всички подписани също споделят интерес към марксизма и модернизма.
През ноември 1949 групата официално се преименува на Интернационал на експерименталните артисти (на френски: Internationale des Artistes Expérimentaux) с членове в цяла Европа и САЩ. През 1951 година групата се разпада.

## Някои идеологически черти
- Враждебност към централната роля на Париж в културата.
- Отричане на двуполюсното разглеждане на изкуството, практикувано от Френската комунистическа партия.
- Обвинение към сюрреализма на тема спонтанност и автоматичност (с изключение на Жоан Миро).
- Интерес към примитивните изкуства, изкуството на викингите, ориенталската калиграфия, експресионизма и праисторическото изкуство.[6]